# Christian Lara
Christian Lara (Quito, 27 april 1980) is een Ecuadoraanse profvoetballer.

## Clubcarrière
Lara is een middenvelder die alle jeugdteams van El Nacional doorliep en bij deze club in 1998 debuteerde in de hoofdmacht. In 2006 vertrok hij voor een korte periode naar Al-Wakrah, een club in Qatar, maar hij keerde al snel terug naar zijn vaderland om voor LDU Quito te gaan spelen. In januari 2008 gaat hij voor een andere club in Ecuador spelen, Barcelona SC

## Interlandcarrière
Lara speelde zijn eerste interland op 12 januari 2002 tegen Guatemala. Hij maakte deel uit van de selectie voor het WK voetbal 2006 en was de kleinste speler die actief was op dit toernooi. Hij speelde in totaal 29 interlands, waarin hij viermaal tot scoren kwam.
| WK-statistieken         | Club        | Positie      | W |   |   | D | A |   |   |   |
| ----------------------- | ----------- | ------------ | - | - | - | - | - | - | - | - |
| WK voetbal 2006 Ecuador | El Nacional | Middenvelder | 2 | 2 | 0 | 0 | 0 | 0 | 0 | 0 |

## Erelijst
El Nacional
- Campeonato Ecuatoriano

2005 (C), 2006